# Miguel Eduardo Rodríguez Torres

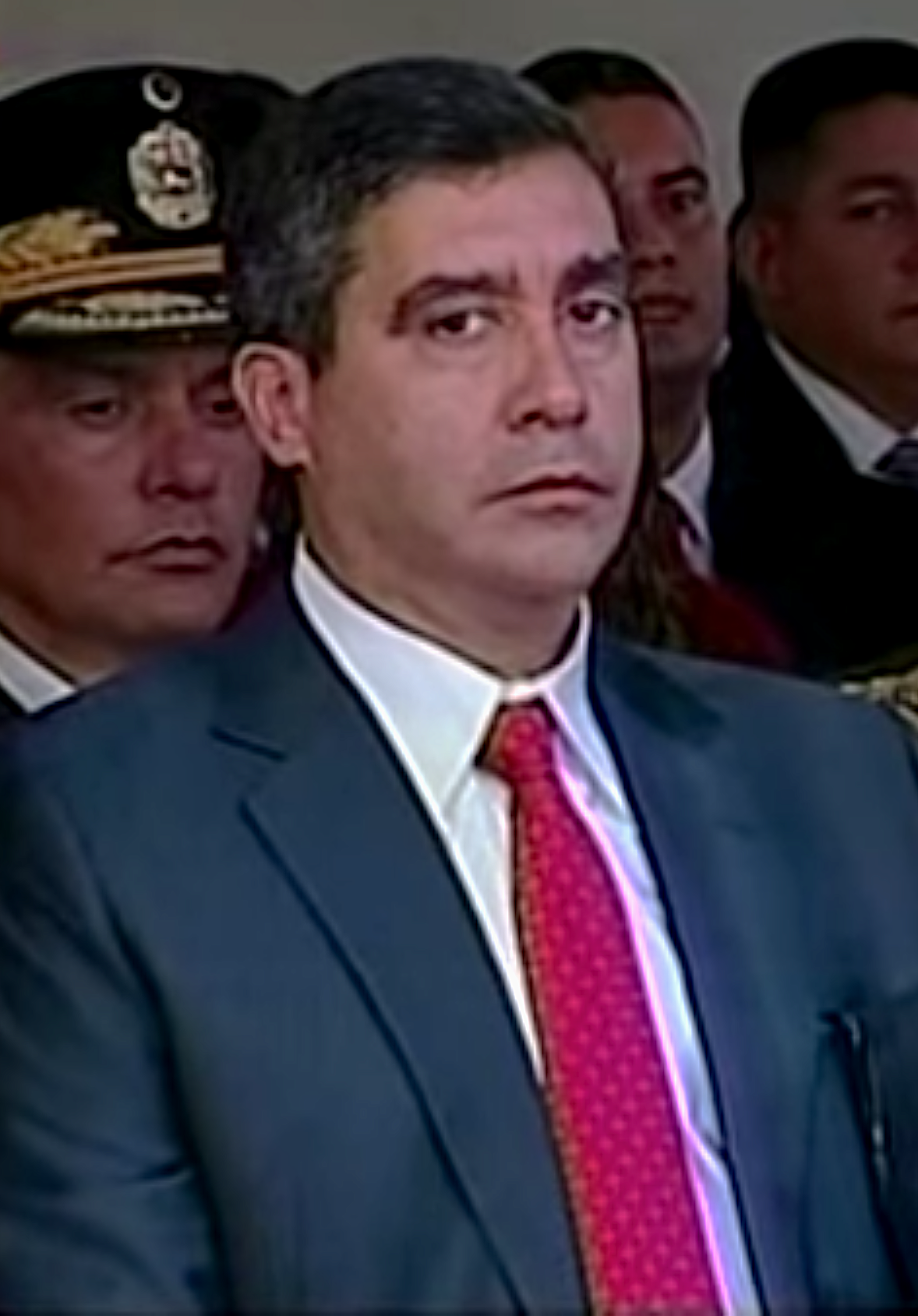
Miguel Eduardo Rodríguez Torres

Miguel Eduardo Rodríguez Torres (* 21. Januar 1964) war vom 21. März 2013 bis 24. Oktober 2014 der Innenminister Venezuelas.

## Leben
Er nahm am Putschversuch von Hugo Chávez am 4. Februar 1992 teil. Er war damit beauftragt, das Präsidentenhaus La Casona einzunehmen. Im Verlauf dieser Operation wurden mehrere Personen getötet. Daraufhin saß er im Gefängnis, wurde aber vom Präsidenten Rafael Caldera begnadigt.
Nach der Ermordung der früheren Miss Venezuela Mónica Spear im Jahr 2014, erklärte er, dass man „gewisse Anpassungen zu Polizeistrukturen und -verfahren unternehmen würde“.
Einer der Leibwächter des Ministers wird verdächtigt, zwei oder drei Menschen während der Proteste vom 18. Februar 2014 getötet zu haben.
Am 13. März 2018 wurde er unter dem Vorwurf festgenommen, in „Aktionen gegen den Frieden und die öffentliche Ordnung sowie in Verschwörungen und Komplotte gegen die monolithische Einheit unserer Nationalen Bolivarischen Streitkräfte (FANB)“ verwickelt gewesen zu sein.
Die US-amerikanische Journalistin Eva Golinger sah in seiner Verhaftung den Versuch, seiner politischen Bewegungen zu schaden. Rodríguez Torres hatte versucht, eine linke Opposition innerhalb der chavistischen Bewegung aufzubauen.